# Extraordinary (Fernsehserie)
Extraordinary ist eine britische Serie, die von Sid Gentle Films für die Walt Disney Company umgesetzt wurde. Im Vereinigten Königreich fand die Premiere der Serie am 25. Januar 2023 als Original durch Disney+ via Star statt. Im deutschsprachigen Raum erfolgte die Erstveröffentlichung der Serie am selben Tag durch Disney+ via Star.
Im Januar 2023 wurde die Serie um eine zweite Staffel verlängert, die am 6. März 2024 veröffentlicht wurde.
Im Januar 2025 bestätigte Disney Berichte über die Einstellung der Serie.

## Handlung
Jen lebt in einer Welt, in der die meisten Menschen um den 18. Geburtstag herum eine Superkraft entwickeln. Jen gehört zu den wenigen Ausnahmen. Sie wird bald 25 Jahre alt und wartet darauf, dass auch ihre Superkraft bald zum Vorschein kommt. Gemeinsam mit ihrer Freundin Carrie und deren Langzeitfreund Kash versucht sie die Entwicklung dieser Superkraft zu erzwingen.

## Besetzung und Synchronisation
Die deutschsprachige Synchronisation entstand nach den Dialogbüchern sowie unter der Dialogregie von Stefan Fredrich durch die Synchronfirma EuroSync in Berlin.
| Rolle    | Beschreibung | Schauspieler          | Episoden 1. Staffel | Episoden 2. Staffel | Synchronsprecher               |
| -------- | --- | --------------------- | ------------------- | ------------------- | ------------------------------ |
| Jen      | 25-jährige Angestellte eines Kostümgeschäfts, die keine Superkräfte hat. Sie kämpft damit in einer Welt, in der fast jeder im Alter von 18 Jahren eine Superkraft entwickelt.                                                                         | Máiréad Tyers         | 1–8                 | 1–8                 | Jessica Rust                   |
| Carrie   | Jens beste Freundin und Mitbewohnerin, die Tote durch sich sprechen lassen kann. Sie arbeitet in einer Anwaltskanzlei. | Sofia Oxenham         | 1–8                 | 1–8                 | Ronja Peters Marieke Oeffinger |
| Kash     | Carries Freund und Jens anderer Mitbewohner. Er kann die Zeit zurückdrehen und möchte ein echter Superheld werden. | Bilal Hasna           | 1–8                 | 1–8                 | Mario Klischies                |
| Jizzlord | Er steckte mehrere Jahre lang als Katze fest. Jen hat ihn adoptiert (und ihm einen Namen gegeben), bevor sie erfuhr, was er war. Sie erlaubte ihm zu bleiben, als sich herausstellte, dass er sich an sein früheres Leben nicht mehr erinnern konnte. | Luke Rollason         | 1–8                 | 1–8                 | Tim Schwarzmaier               |
| Martin   | Jens verstorbener Vater (Stimme) | Ardal O’Hanlon        | 1, 4, 6, 8          | 3, 5, 7–8           | Sven Brieger                   |
| Randall  | ein Mitglied von Kashs Team mit einem 3D-druckenden Anus. | Shaun Mason           | 3–4, 6–8            | 6–8                 | Dennis Sandmann                |
| Gregor   | ein Mitglied von Kashs Team mit der Kraft der Supergeschwindigkeit. | Chris Lew Kum Hoi     | 3–4, 6–7            | 1, 6–8              | Jan Makino                     |
| Mary     | Jens Mutter, die Technik kontrollieren kann. | Siobhán McSweeney     | 1–2, 5, 8           | 3, 5, 8             | Almut Zydra                    |
| Luke     | ein Typ, mit dem Jen gelegentlich ausgeht und der die Fähigkeit hat, zu fliegen. | Ned Porteous          | 1–2, 6–8            |                     | Dennis Herrmann                |
| Ade      | ein Mitglied von Kashs Team, der durch Wände gehen kann. | Abraham Popoola       | 3–4, 6–7            | 6–8                 | Lucas Wecker                   |
| Ange     | Chefin im Kostümverleih. Sie ist in ihren 50ern, sieht aber aus wie ein Teenager. | Darcey Porter-Cassidy | 1–3, 7              | 1                   | Magdalena Montasser            |
| Megan    | | Olivia Marcus         | 3, 6–7              | 4, 6–8              | Heike Beeck                    |
| Seb      | ein Mitglied von Kashs Team mit der Fähigkeit, Wasserlebewesen herbeizurufen. | Sam Haygarth          | 3–4, 6–7            |                     | Sam Bauer                      |
| Ian      | Jens Stiefvater, der Gefühle in anderen Menschen spüren kann. | Robbie Gee            | 1–2, 5              | 5, 7                | Lutz Schnell                   |
| Andy     | Jens Halbschwester, die superstark ist. | Safia Oakley-Green    | 1–2, 5              |                     | Catherine Chikosi              |
| Gordon   | ein Typ, mit dem sich Jen verabredet und der die Fähigkeit hat, durch Berührung Orgasmen auszulösen. | Eros Vlahos           | 1, 4, 8             |                     | Oliver Bender                  |
| Denise   | Krankenhaus-Rezeptionistin | Mona Goodwin          | 1, 6                | 1, 8                | Laura Landauer                 |
| PDF Man  | kann aus allem ein PDF machen | Joshua Leese          | 3, 6–7              |                     | Michael Gugel                  |
| Nora     | eine Telepathin aus dem früheren Leben von Jizzlord. | Rosa Robson           |                     | 1–2, 4, 6           |                                |
| George   | Jens Trainer im Krankenhaus mit der Fähigkeit, in das Unterbewusstsein einzudringen. | Julian Barratt        |                     | 3, 5–8              | Matthias Klages                |
| Clark    | Carries Kollege mit der Fähigkeit, sich selbst zu vervielfachen | Kwaku Mills           |                     | 4–6, 8              |                                |
| Alfie    | | Alfie Harrison        |                     | 1–2, 6              |                                |
| Tim      | | Daniel Tiplady        | 1, 3                |                     |                                |
| Richard  | | Edward Wolstenholme   | 1                   | 2                   |                                |

## Episodenliste

### Staffel 1
| Nr. (ges.) | Nr. (St.) | Deutscher Titel                            | Originaltitel                                         | Erstveröffentlichung (UK) | Deutschsprachige Erstveröffentlichung (D/A/CH) | Regie             | Drehbuch   |
| ---------- | --------- | ------------------------------------------ | ----------------------------------------------------- | ------------------------- | ---------------------------------------------- | ----------------- | ---------- |
| 1          | 1         | Habenichtse                                | Have Nots                                             | 25. Jan. 2023             | 25. Jan. 2023                                  | Toby MacDonald    | Emma Moran |
| 2          | 2         | Wundermittel                               | Magic Bullets                                         | 25. Jan. 2023             | 25. Jan. 2023                                  | Toby MacDonald    | Emma Moran |
| 3          | 3         | Sackgasse                                  | Dead End Job                                          | 25. Jan. 2023             | 25. Jan. 2023                                  | Toby MacDonald    | Emma Moran |
| 4          | 4         | Projekt Haustier                           | Pet Project                                           | 25. Jan. 2023             | 25. Jan. 2023                                  | Toby MacDonald    | Emma Moran |
| 5          | 5         | Die Jen-Show                               | The Jen Show                                          | 25. Jan. 2023             | 25. Jan. 2023                                  | Jennifer Sheridan | Emma Moran |
| 6          | 6         | Unsere Freunde sind die wahren Superkräfte | The Real Powers are the Friends we Made Along the way | 25. Jan. 2023             | 25. Jan. 2023                                  | Nadira Amrani     | Emma Moran |
| 7          | 7         | Der muntere Monarch                        | The Merry Monarch                                     | 25. Jan. 2023             | 25. Jan. 2023                                  | Jennifer Sheridan | Emma Moran |
| 8          | 8         | Überraschung!                              | Surprise!                                             | 25. Jan. 2023             | 25. Jan. 2023                                  | Jennifer Sheridan | Emma Moran |

### Staffel 2
| Nr. (ges.) | Nr. (St.) | Deutscher Titel                       | Originaltitel                             | Erstveröffentlichung (UK) | Deutschsprachige Erstveröffentlichung (D/A/CH) | Regie             | Drehbuch   |
| ---------- | --------- | ------------------------------------- | ----------------------------------------- | ------------------------- | ---------------------------------------------- | ----------------- | ---------- |
| 9          | 1         | Das Nichts                            | The Void                                  | 6. März 2024              | 6. März 2024                                   | Toby MacDonald    | Emma Moran |
| 10         | 2         | Hallo, Fremder                        | Hello Stranger                            | 6. März 2024              | 6. März 2024                                   | Toby MacDonald    | Emma Moran |
| 11         | 3         | Der Exorzismus der Carrie Jackson     | The Exorcism of Carrie Jackson            | 6. März 2024              | 6. März 2024                                   | Toby MacDonald    | Emma Moran |
| 12         | 4         | Lassen wir’s krachen?                 | Ready to Rumble                           | 6. März 2024              | 6. März 2024                                   | Toby MacDonald    | Emma Moran |
| 13         | 5         | Familien-Spieleabend                  | Meet the Parent                           | 6. März 2024              | 6. März 2024                                   | Jennifer Sheridan | Emma Moran |
| 14         | 6         | Jen vs. Nora: Der ultimative Showdown | Jen v Nora: Ultimate Showdown             | 6. März 2024              | 6. März 2024                                   | Jennifer Sheridan | Emma Moran |
| 15         | 7         | Sei der Daddy, den die Welt braucht   | Be the Daddy You Want to See in the World | 6. März 2024              | 6. März 2024                                   | Jennifer Sheridan | Emma Moran |
| 16         | 8         | Auf Nimmerwiedersehen                 | Well, Goodbye Forever                     | 6. März 2024              | 6. März 2024                                   | Jennifer Sheridan | Emma Moran |